# Siti Hasmah Mohamad Ali
Siti Hasmah Mohamad Ali (ur. 12 lipca 1926 w Kelang), to żona byłego premiera Malezji Mahathira Mohamada. Była pierwszą damą Malezji od 16 lipca 1981 roku do 31 października 2003 roku oraz ponownie od 10 maja 2018 roku do 24 lutego 2020 roku.